# الخضراء (المخادر)

تعديل مصدري - تعديل

الخضراء هي إحدى قرى عزلة بني سرحة بمديرية المخادر التابعة لمحافظة إب، بلغ تعداد سكانها 327 نسمة حسب تعداد اليمن لعام 2004.